# اشتارک آرنا
اشتارک آرنا (صربی: Štark Arena) یک سالن سرپوشیده ورزشی در بلگراد، صربستان است.
این سالن که در سال ۲۰۰۴ تأسیس شده دارای ۱۸٬۳۸۶ نفر ظرفیت می‌باشد و برای بسکتبال، کنسرت موسیقی، فوتسال، هندبال، جودو، تنیس روی میز، تنیس، والیبال و واترپلو مورد استفاده قرار میگیرد.

## نگارخانه

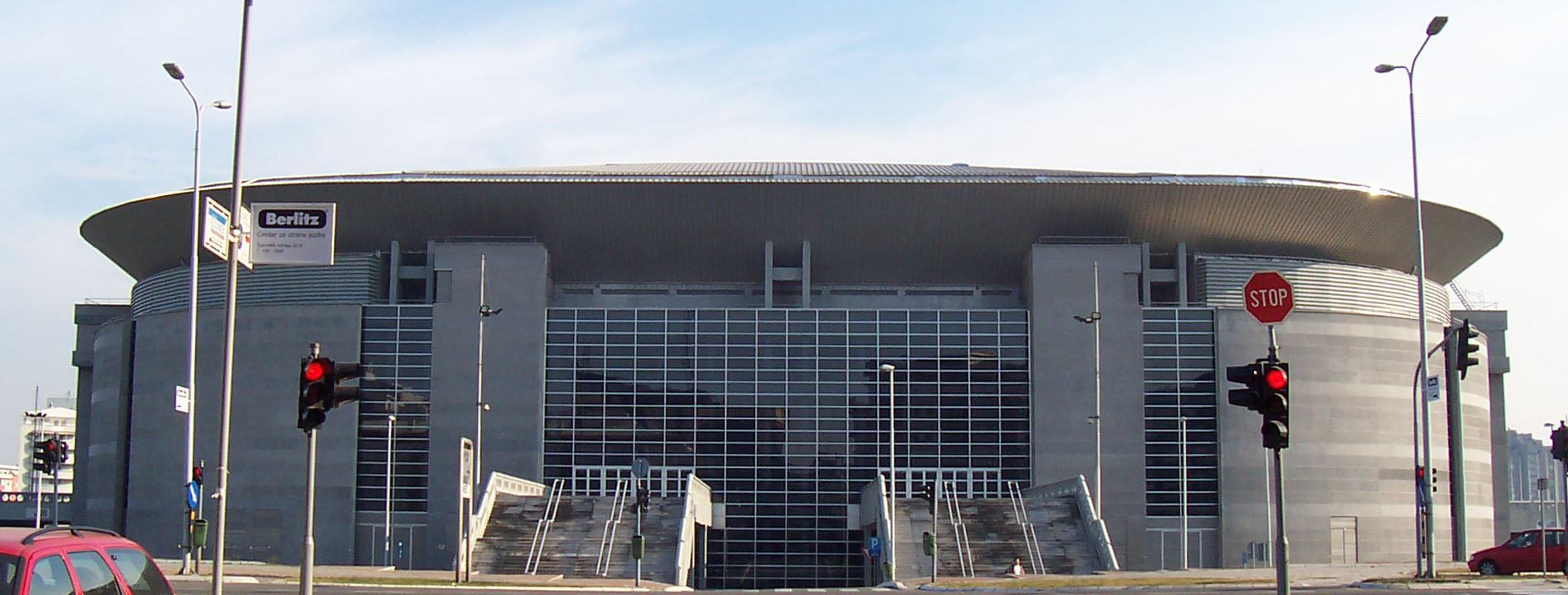
ورودی غربی، ۲۰۰۶
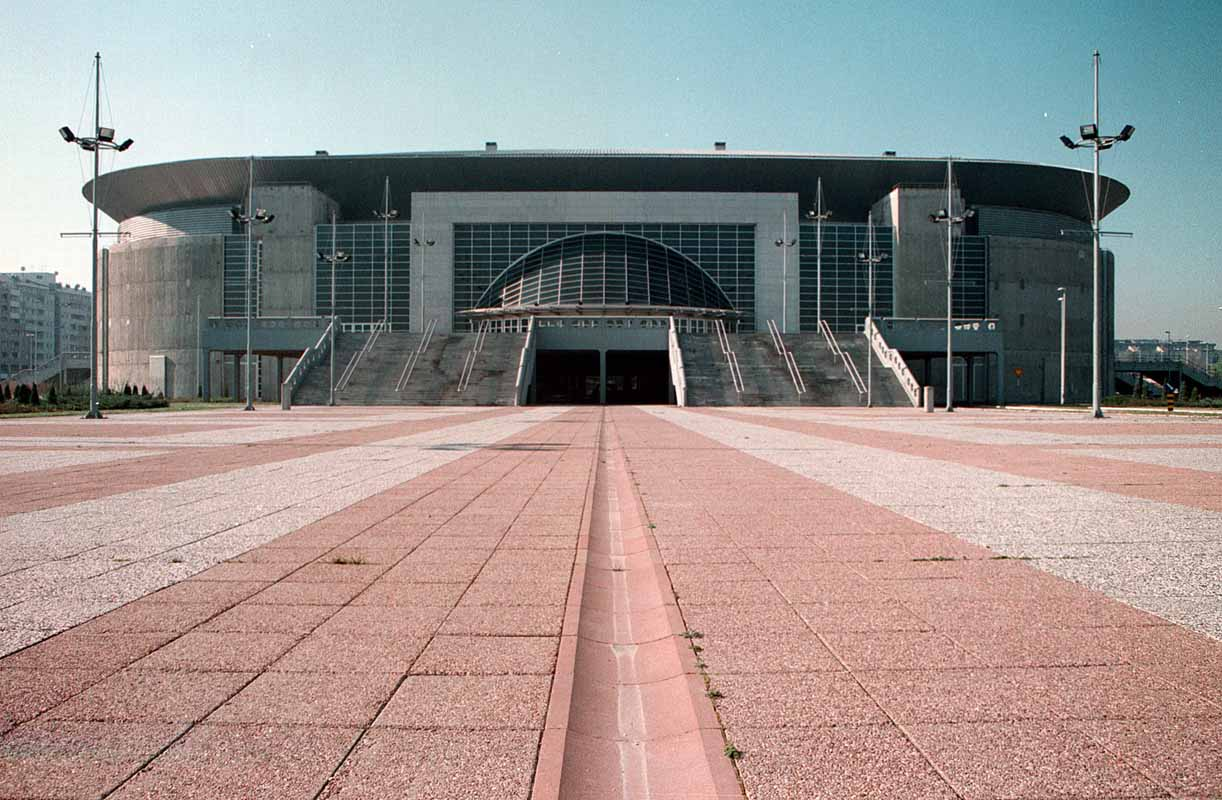
ورودی شمالی، ۲۰۰۷
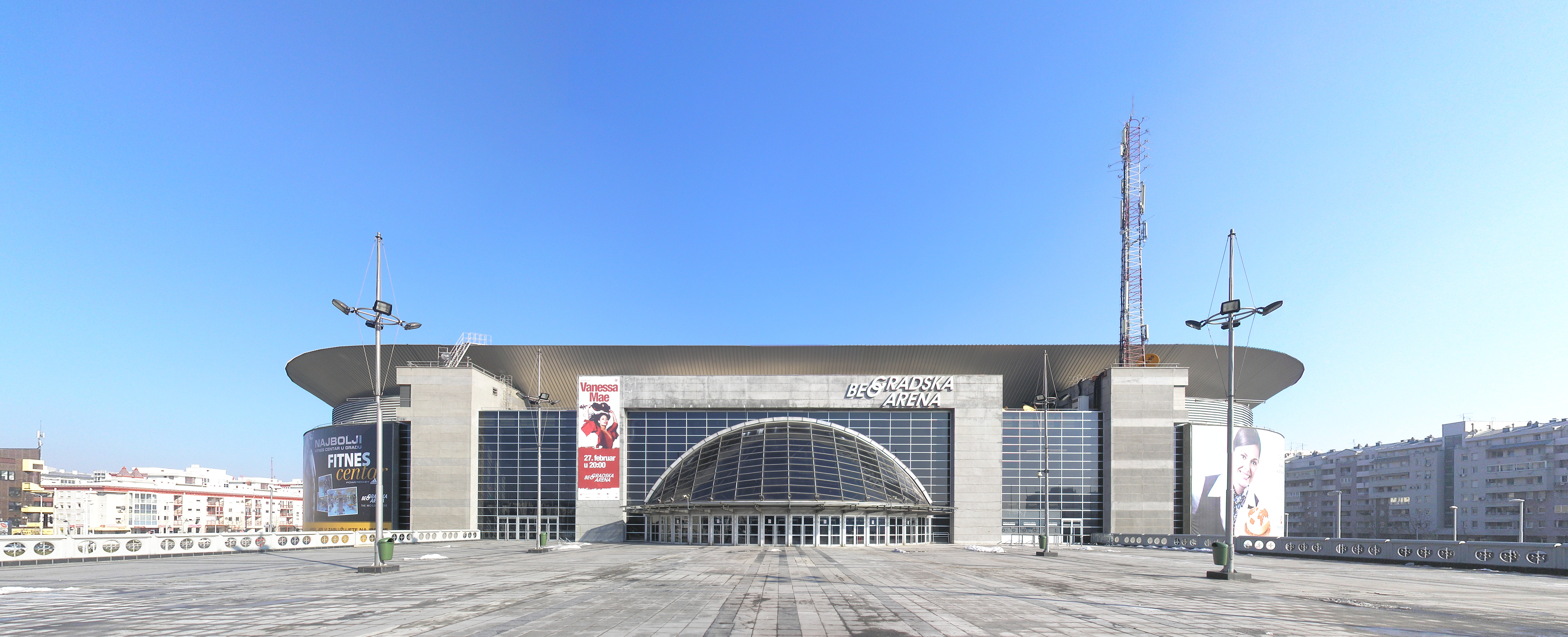
ورودی جنوبی، ۲۰۱۱
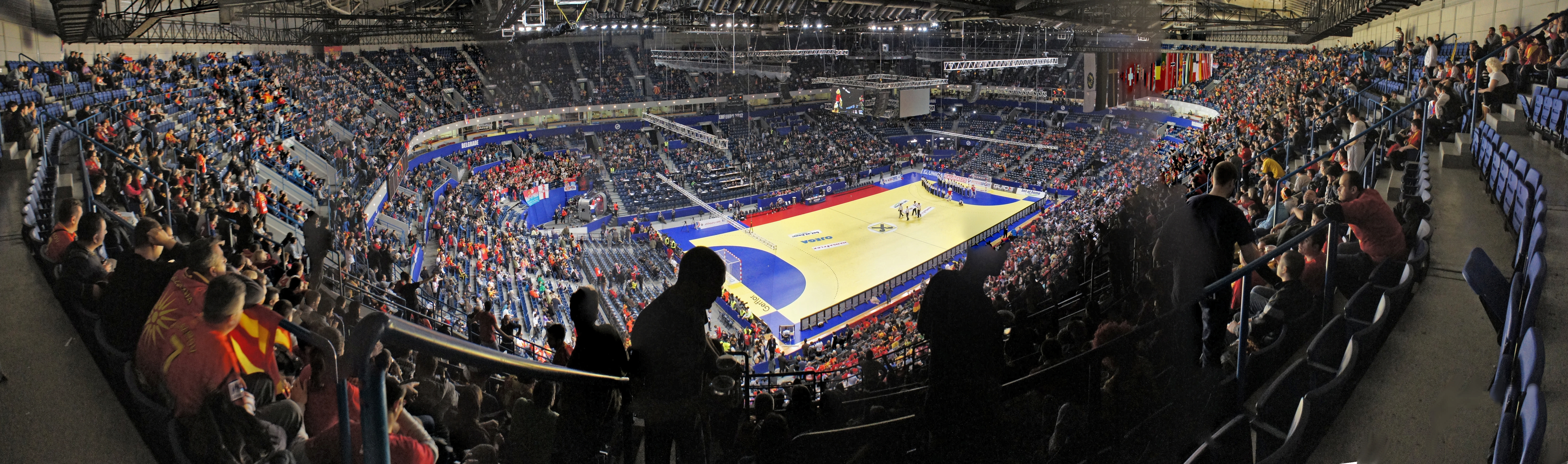
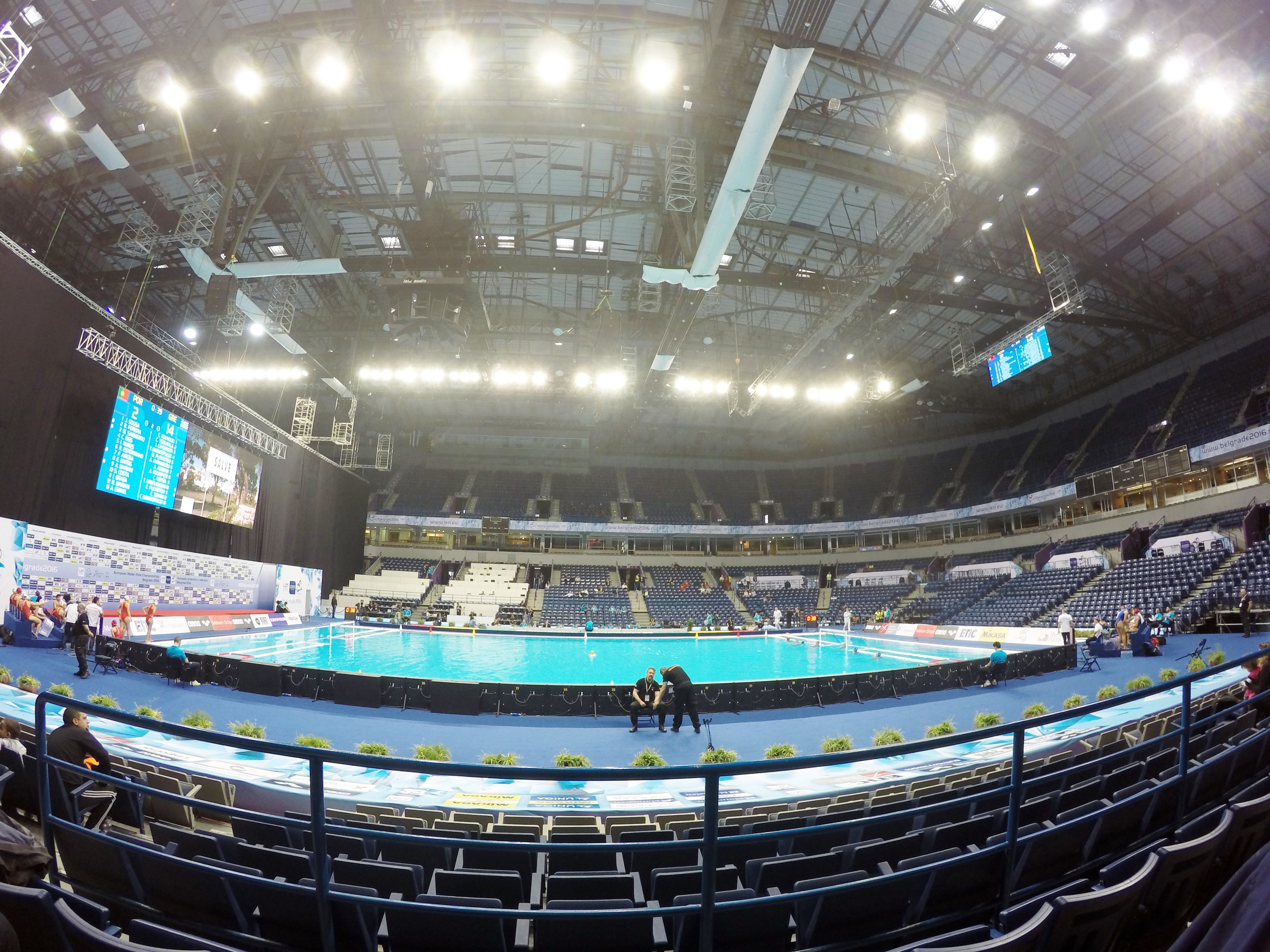